# Team penning

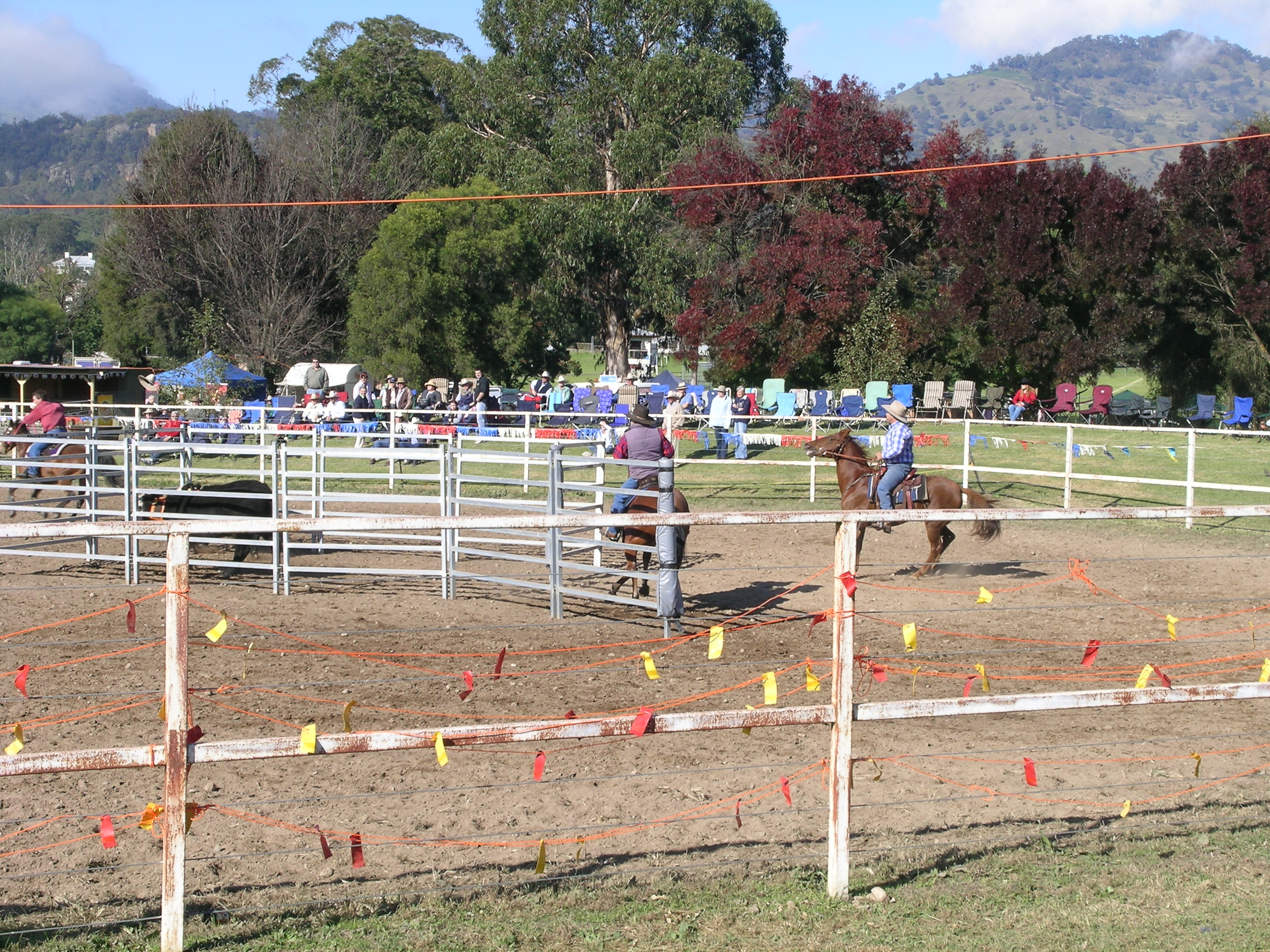
Team penning, Murrurundi, New South Wales

Team penning jest konkurencją Western riding, która wyewoluowała z pracy na rancho polegającej na rozdzielaniu bydła do zagród w celu znakowania, leczenia lub transportu. Obecnie jest to konkurencja rozgrywana na czas, w której bierze udział drużyna złożona z trzech jeźdźców, mających od 60 do 90 sekund (zależnie od klasy zawodów) na oddzielnie trzech konkretnych sztuk bydła ze stada liczącego 30 sztuk. Oddzielone bydło należy zagonić do zagrody, znajdującej się na końcu areny, mierzącej 5 na 7 metrów, i posiadającej trzymetrową bramę.
W konkurencji używane jest 30 sztuk bydła, zazwyczaj w wieku około jednego roku (dorosłe krowy i buhaje nie są dopuszczone) z numerami na grzbietach (po 3 sztuki numerów z zakresu od 0 do 9) lub przyczepionymi kokardami. Gdy sędzia da sygnał opuszczając chorągiewkę, konkurencja rozpoczyna się i zawodnicy przekraczają linię środkową. W tym momencie, spiker wyznacza bydło do oddzielenia poprzez podanie losowego numeru lub koloru szarfy. Następnie jeźdźcy muszą oddzielić właściwe sztuki bydła, zabrać je na drugi koniec areny i umieścić w zagrodzie przed upływem czasu.
Praca grupowa jest kluczowa dla poprawnego wybrania odpowiednich krów, przetransportowania ich do zagrody i utrzymania reszty stada, nazywanego czasem dirty cattle (ang. brudne bydło) w odpowiedniej odległości.
Historia konkurencji sięga wstecz do roku 1942, gdy bracia Ray i Joe Yanez z kanadyjskim kowbojem Billem Schwindtem oddzielali byczki ze stada należącego do rancha z hrabstwa Ventura w Kalifornii. Podobno trójka ta wpadła na pomysł zorganizowania zawodów dla kowbojów podczas przerwy na lunch. Pierwsze zorganizowane zawody odbyły się na jarmarku w hrabstwie Ventura w sierpniu 1949.
Obecnie konkurencja bardzo szybko rozwija się w USA, Kanadzie, Australii i Europie. W Ameryce Północnej podstawową organizacją zajmującą się organizowaniem zawodów jest United States Team Penning Association (USTPA), z siedzibą w Fort Worth w Teksasie. Skupia ona w Ameryce Północnej około 93 tysiące aktywnych zawodników, zajmujących się team penningiem.